# Merionoeda subulata
Merionoeda subulata är en skalbaggsart som beskrevs av Francis Polkinghorne Pascoe 1869. Merionoeda subulata ingår i släktet Merionoeda och familjen långhorningar.
Artens utbredningsområde är Sarawak. Inga underarter finns listade i Catalogue of Life.